# تيري ببكر
تيري ببكر (بالإنجليزية: Terry Baker)‏ (13 نوفمبر 1965 في المملكة المتحدة - ) هو لاعب كرة قدم بريطاني في مركز الدفاع. لعب مع كولتشستر يونايتد ووست هام يونايتد وبيليريكاي تاون.